# Brachypelma emilia
Brachypelma emilia är en spindelart som först beskrevs av White 1856.  Brachypelma emilia ingår i släktet Brachypelma och familjen fågelspindlar. Inga underarter finns listade.